# A magyar állam tulajdonában álló műemlékek listája Jász-Nagykun-Szolnok vármegyében
Az alábbi lista a Jász-Nagykun-Szolnok vármegyében található, magyar állam tulajdonában álló, országos műemléki védettségű ingatlanokat tartalmazza.
 Az alábbi műemléki lista a Magyar Nemzeti Vagyonkezelő Zrt. nyilvántartásának 2013. szeptemberi állapotán alapul, az oldal tartalma csupán tájékoztató jellegű! Az országos műemléki nyilvántartás közhiteles forrása a Lechner Lajos Tudásközpont.
|  | Bővebben: Zádor-híd és Környéke Természetvédelmi Terület |

|  | Bővebben: Mezőtúr vasútállomás |

|  | Bővebben: Damjanich János Múzeum |

|  | Bővebben: Megyeháza (Szolnok) |

|  | Bővebben: Nyúzó Gáspár Fazekasház |

|  | Bővebben: Kiss Pál Múzeum |